# Gary Reed
Gary Thomas Reed (Corpus Christi, 25 oktober 1981) is een Canadese middellangeafstandsloper, die is gespecialiseerd in de 800 m. Hij is meervoudig Canadees kampioen en heeft het Canadese record van 1.43,68 op deze discipline in handen.
Op de Olympische Spelen van Athene in 2004 sneuvelde Reed in de halve finale met een zevende tijd van 1.47,38. Op 2 september 2007 won hij een zilveren medaille op het WK in Osaka. Een jaar later zat hij er in de finale van de 800 m op de Olympische Spelen in Peking opnieuw heel goed bij. Met een vierde plaats in 1.44,94 greep hij net naast de medailles,
Gary Reed is aangesloten bij Pacific Athletics en van beroep fulltime atleet.

## Titels
- Canadees kampioen 800 m - 2003, 2004, 2005, 2007

## Persoonlijke records
Outdoor
| Onderdeel | Prestatie          | Datum            | Plaats    |
| --------- | ------------------ | ---------------- | --------- |
| 400 m     | 46,45 s            | 11 juni 2006     | Victoria  |
| 600 m     | 1.14,72            | 2 september 2003 | Luik      |
| 800 m     | 1.43,68 (nat. rec) | 29 juli 2008     | Monaco    |
| 1000 m    | 2.18,68            | 7 augustus 2007  | Stockholm |

Indoor
| Onderdeel | Prestatie          | Datum            | Plaats       |
| --------- | ------------------ | ---------------- | ------------ |
| 600 m     | 1.18,21            | 1 februari 2003  | Winnipeg     |
| 800 m     | 1.46,47 (nat. rec) | 14 februari 2004 | Fayetteville |

## Palmares

### 800 m
Kampioenschappen
- 2005: 8e WK - 1.46,20
- 2005: 8e Wereldatletiekfinale - 1.49,60
- 2006: 4e Wereldbeker - 1.45,54
- 2007:  Nacht van de atletiek - 1.44,03
- 2007:  WK - 1.47,10
- 2008:  Reebok Grand Prix - 1.45,81
- 2008: 4e Hercules Grand Prix, Monaco - 1.43,68
- 2008: 4e OS - 1.44,94
- 2009:  Wereldatletiekfinale - 1.45,23

Golden League-podiumplekken
- 2005:  Weltklasse Zürich – 1.44,88
- 2005:  Memorial Van Damme – 1.44,93
- 2009:  Memorial Van Damme – 1.46,82